# خراب (فلم 2022)
خراب (بالإنجليزية: Havoc) هو فيلم أكشن إثارة أمريكي - بريطاني من تأليف وإخراج غاريث إيفانز وبطولة توم هاردي، فورست ويتكر وتيموثي أوليفانت. من المقرر عرض الفيلم على منصة نتفليكس.

## روابط خارجية
- مقالات تستعمل روابط فنية بلا صلة مع ويكي بيانات